# Gunung Pepuren
Gunung Pepuren är ett berg i Indonesien.   Det ligger i provinsen Aceh, i den västra delen av landet, 1 600 km nordväst om huvudstaden Jakarta. Toppen på Gunung Pepuren är 1 245 meter över havet, eller 146 meter över den omgivande terrängen. Bredden vid basen är 2,1 km.
Terrängen runt Gunung Pepuren är huvudsakligen kuperad, men åt nordväst är den bergig.Runt Gunung Pepuren är det ganska tätbefolkat, med 239 invånare per kvadratkilometer. I omgivningarna runt Gunung Pepuren växer i huvudsak städsegrön lövskog.